# 남태평양위원회
남태평양위원회(南太平洋委員會, South Pacific Commission)는 남태평양의 식민지를 가지고 있거나 가지고 있었던영국, 미국, 프랑스, 네덜란드, 호주, 뉴질랜드의 6개 국가(이후 네덜란드는 탈퇴)가 1947년에 역내의 사회·경제·문화적 향상을 목적으로 하여 창설한 기관이다.
매년 남태평양 회의를 개최한다. 후에, 구식민지로부터 독립한 정부·자치 정부（사모아, 나우루, 피지, 파푸아뉴기니, 솔로몬 제도, 투발루, 쿡 제도, 니우에）가 참가하였다. 본부는 뉴칼레도니아의 누메아에 있다.
1998년에 남태평양공동체 사무국으로 발전, 확대되었다.